# Воропи
Во́ропи (эст. Voropi), на местном наречии также Во́роби (эст. Vorobi) — деревня в волости Сетомаа уезда Вырумаа, Эстония. Исторически относится к нулку Рааква.
До административной реформы местных самоуправлений Эстонии 2017 года входила в состав волости Вярска уезда Пылвамаа.

## География и описание
Расположена на северном берегу реки Пиуза, в 34 километрах к востоку от уездного центра — города Выру — и в 12 с половиной километрах к югу от волостного центра — посёлка Вярска. Высота над уровнем моря — 77 метров.
Через деревню проходит дорога Матсури—Сесники.
Климат переходный от морского к континентальному. Официальный язык — эстонский. Почтовый индекс — 64032.

## Население
По данным переписи населения 2021 года, в Воропи проживали 4 человека (национальность не указана).
По состоянию на 1 января 2020 года в деревне также насчитывалось 10 жителей, из них 5 мужчин и 5 женщин; детей в возрасте до 14 лет включительно — 2, лиц трудоспособного возраста (15–64 года) — 8.
По данным переписи населения 2011 года, в деревне проживали 10 человек, из них 3 (30,0 %) — эстонцы (сету в перечне национальностей выделены не были).
Численность населения деревни Воропи по данным переписей населения СССР и Департамента статистики Эстонии:
| Год  | 1959 | 1970 | 2000 | 2011 | 2017 | 2018 | 2019 | 2020 | 2021 |
| ---- | ---- | ---- | ---- | ---- | ---- | ---- | ---- | ---- | ---- |
| Чел. | 71   | ↘ 44 | ↘ 5  | ↗ 10 | ↗ 12 | ↘ 11 | ↘ 10 | → 10 | ↘ 4  |

## История
В письменных источниках вероятно 1561 года упоминается Воробьево, 1627 года — Воробьева, 1652 года — Воробьево, 1781 года — бритикова, воробьева, 1785 года — Бритикова, 1903 года — Worobi, 1904 года — Vorobi, Воробье́во, 1928 года — Voropi .
В XIX веке деревня относилась к Печорскому приходу и входила в общину Сяпина.
На военно-топографических картах Российской империи (1846–1867 годы), в состав которой входила Лифляндская губерния, деревня обозначена как Воробьева.
В 1977–1997 годах Воропи была частью деревни Ваартси.
В восточной части деревни после Освободительной войны располагался летний учебный лагерь 7-го пехотного полка Вооружённых сил Эстонии — Южный лагерь. После Второй мировой войны здания эстонского периода остались бесхозными и разрушились.

## Происхождение топонима
В случае сетуского происхождения топонима можно исходить из слов ′vorp′, ′vorpma′ («настряпать», «напечь», «свалять»).
В случае русскоязычного происхождения наиболее вероятным является слово ′вороп′ («нападение», «грабёж»; «бочка», «кусок»), менее вероятным —  ′вороба′ («циркуль», «круглый предмет», «кружало»). Топоним может также происходить от фамилии Воробьёв (воробей). По мнению эстонского языковеда и переводчика Лембита Ваба, русскоязычные топонимы, содержащие последовательность ′-оро-′ , являются очень древними и относятся к временам Киевской Руси.
Объяснением названия Бритикова могут быть слова ′бритие′ («разрезание») или древнее ′бриткой′ («острый» (нож)), а также фамилия Бритиков.